# 五女河

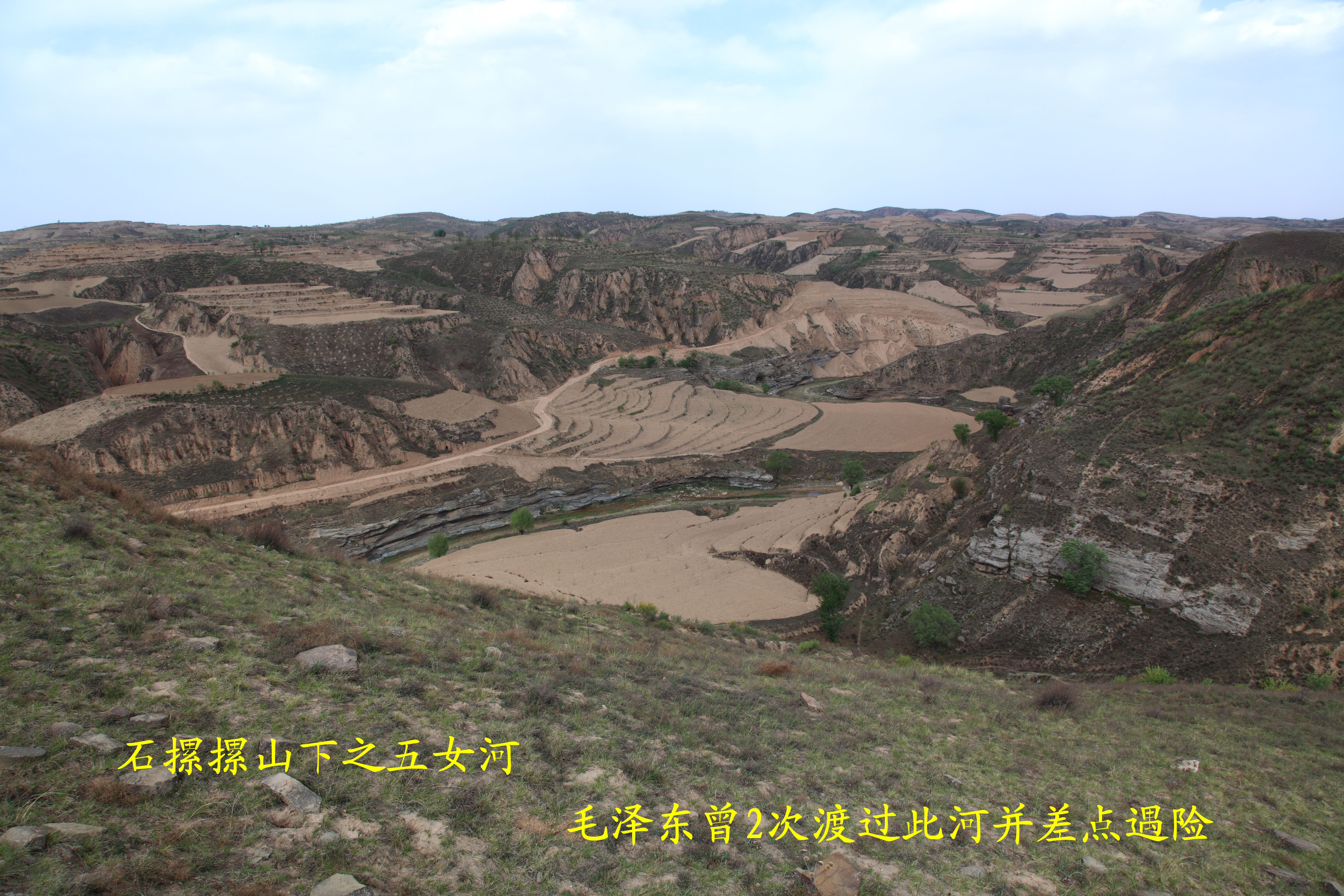
石摞摞山河段。

五女河，位于中国陕西省榆林市佳县的一条河流，为佳芦河左岸支流，发源于佳县西北方塌镇庙梁村东北，自西北向东南，流经朱官寨镇高家河村、中硷村（原兴隆寺乡）、贺家硷村、磨家川村、曹家大塌村、朱官寨村、文家山村等地，于佳州街道崔家河底村以北汇入佳芦河。全长45.6千米，流域面积378平方千米，平均比降8.7‰。上游河道平坦、宽敞，平日流量小，雨涝水大，天旱干枯，呈季节性河流。下游河道弯曲，比降较大。